# Terapia por ondas de choque de baixa intensidade
A terapia por ondas de choque de baixa intensidade (LI-ESWT, do inglês Low-Intensity Extracorporeal Shock Wave Therapy) é um tratamento não invasivo utilizado na prática clínica para diversas condições urológicas, incluindo disfunção erétil e Doença de Peyronie.
Ondas de Choque Extracorporea. A terapia por ondas de choque extracorpóreas (ESWT) é uma abordagem segura e eficaz para o tratamento de diversas condições musculoesqueléticas. Originalmente, essas ondas foram utilizadas na medicina para a fragmentação de cálculos renais, numa técnica conhecida como Litotripsia de Ondas de Choque Extracorpórea (ESWL). O primeiro tratamento bem-sucedido em seres humanos ocorreu em 1980. Durante o tratamento de cálculos ureterais, os urologistas observaram que as ondas de choque também provocavam alterações nos ossos.

## Mecanismo de Ação
O tratamento consiste na aplicação de ondas acústicas que penetram o tecido peniano, promovendo:
- Angiogênese (formação de novos vasos sanguíneos).
- Regeneração tecidual.
- Remodelamento da fibrose na Doença de Peyronie.
- Melhoria da hemodinâmica peniana.

## Indicações
1. Doença de Peyronie[3]:
  - Utilizada para reduzir dor e promover o amolecimento das placas fibrosas, podendo diminuir a curvatura peniana.
  - É indicada especialmente em fases iniciais da doença ou como coadjuvante a outros tratamentos.
2. Disfunção Erétil[4]:
  - Indicada para casos de disfunção erétil leve a moderada, especialmente quando associada a insuficiência vascular.
  - Pode ser utilizada isoladamente ou em combinação com outros tratamentos, como PRP ou inibidores de fosfodiesterase tipo 5 (PDE5i).

## Eficácia e Segurança[5]
Estudos clínicos mostram resultados promissores, especialmente na melhora da dor e na redução parcial da curvatura peniana. Além disso, o tratamento é considerado seguro, com mínimos efeitos colaterais relatados.